# 谷皮巴蜗牛
谷皮巴蜗牛（学名：Bradybaena carphochroa）为巴蜗牛科巴蜗牛属的动物，是中国的特有物种。分布于广西、四川、贵州等地，生活环境为陆地，多生活于山区、丘陵地带潮湿多腐殖质的灌木杂草丛、落叶石块下以及石土缝中。